# Cyclodomorphus praealtus
Espèce
Cyclodomorphus praealtus est une espèce de sauriens de la famille des Scincidae.

## Répartition
Cette espèce est endémique du Victoria en Australie.

## Description
C'est un saurien vivipare.

## Publication originale
- Shea, 1995 : A taxonomic revision of the Cyclodomorphus casuarinae complex (Squamata: Scincidae). Records of the Australian Museum, vol. 47, no 1, p. 83-115 (texte intégral).